# Turismo na Espanha
O turismo na Espanha é uma das principais bases da economia do país. A variedade de costumes, cultura, gastronomia e o clima são os principais factores que contribuem para o sucesso nesta área.

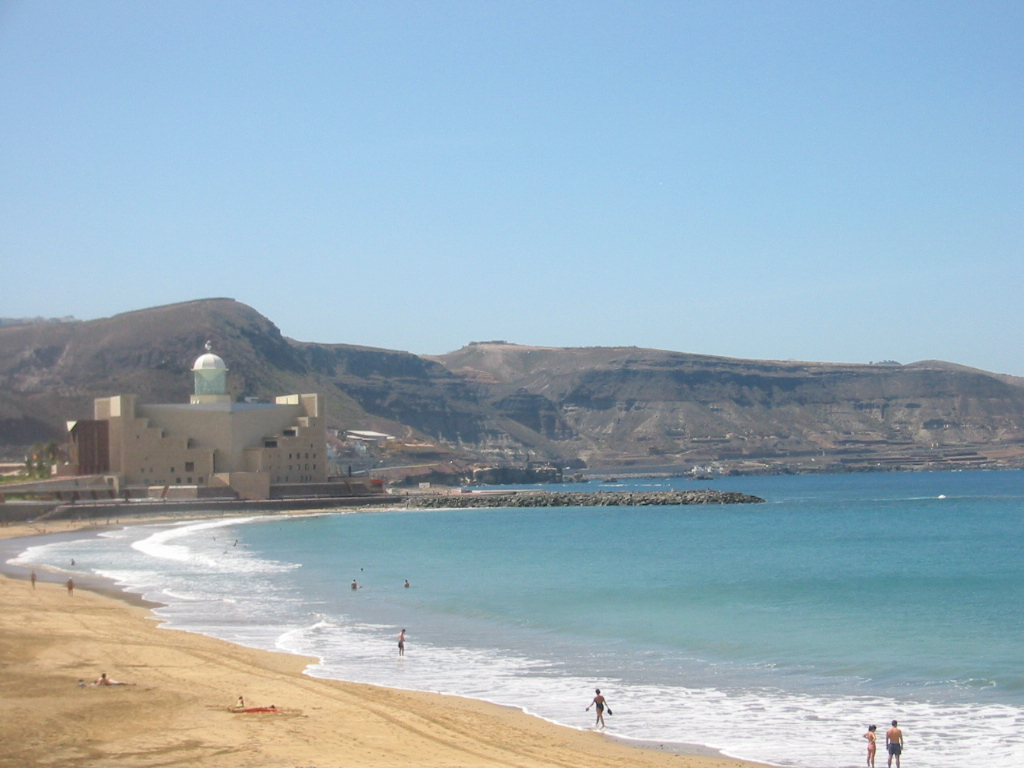
Praia de las Canteras em Las Palmas de Gran Canaria.

Em décadas anteriores promovia-se quase exclusivamente o turismo de sol e praia, para o qual contribuía (e contribui) um clima bastante quente, mais temperado e soalheiro do que o de outros países europeus. As temperaturas no verão podem variar entre os 20°C e os 40°C ou mais e muitas regiões têm mais de 300 dias de sol por ano, com verões geralmente secos.
Muitas localidades costeiras, especialmente o Levante, encontram-se repletas de hotéis, restaurantes e enormes apartamentos junto às praias, e um dos melhores lugares da Espanha. O principal país inversor neste segmento é o Reino Unido, que trouxe mais de 13,6 milhões de turistas em 2012, seguidos por Alemanha, França e Itália.
A cidade mais visitada da Espanha é a de Barcelona (a 10ª mais visitada do mundo) com mais de 8 milhões de turistas ao ano, seguidas por Madrid, Valencia, Sevilla, San Sebastián e Málaga.
A Espanha reduziu o número de turistas em 58,7 milhões em 2007 para 52,7 em 2010. Recuperou-se em 58 milhões de pessoas em 2012. Em 2013, foi um ano histórico para o país europeu: mais de 60,4 milhões de turistas estrangeiros pisaram o solo espanhol; tornando-se o terceiro país mais visitado do mundo (em 2012, posto da China), superado por França e Estados Unidos da América. 
Em novembro de 2017 a Espanha ultrapassou o número de turistas estrangeiros relativamente ao ano anterior, tendo, assim, terminado o ano com cerca de 80 milhões de turistas estrangeiros.
O agradável clima mediterrâneo da Espanha, seus litorais dramáticos, paisagens encantadoras, rico legado histórico, cultura eclética, experiência culinária e uma vibrante vida noturna o tornaram um destino muito procurado, e a indústria turística internacional da Espanha está entre as maiores do mundo.
Madri, a capital e uma cosmopolita colorida, abriga o Palácio Real dos monarcas, o singular museu do Prado que exibe as obras dos mestres europeus, Puerta del Sol - o centro de suas atividades culturais e o animado mercado de San Miguel.
Barcelona, sua principal atração turística, orgulha-se dos esplendores arquitetônicos da Casa Batlló e da igreja da Sagrada Família. É preciso fazer um passeio pela avenida arborizada de La Rambla e banhos de sol na praia mais popular - Barceloneta.

Barcelona e Madri são bem conhecidos por sua cultura agitada e vida noturna agitada. Embora muitos prefiram definir o verdadeiro destino de festas da Espanha como Ibiza - conhecida por suas festas selvagens de EDM. E a lista está incompleta sem uma menção a Valência, que abriga algumas das discotecas mais famosas da Espanha.